# Соляная война (1304)
Соляная война 1304 года война между Венецианской республикой и Падуей из-за контроля над солеварнями. Закончилась победой Венеции.

## Предыстория
9 июля 1291 года Венеция и Падуя подписали договор о союзе сроком на девять лет. В 1299 году после Куцрцольской войны Падуя выступила поручителем Венеции в мирном договоре с Генуей. С истечением срока действия договора в 1300 году напряжённость в отношениях между двумя городами сразу же возросла. Спор, переросший в открытую войну, начался в 1303 году из-за права Падуи строить соляные ванны на заболоченном полуострове Кальчинара в лагуне недалеко от границы с Кьоджей. Падуанская коммуна приобрела землю там у аббата Санта-Джустины и брата поэта Альбертино Муссато Гуальпертино.. Соляные работы, возможно, были начаты ещё монахами, но Венеция претендовала на монополию на поставку соли в окрестности и стремилась помешать местным жителям работать с падуанцами.

## Война

### Подготовка
Стремясь предотвратить превращение спора в войну, Падуя отправила Джованни Калиджине с дипломатической миссией в Венецию. Он, возможно, также приложил руку к дипломатической революции, закончившейся союзом Падуи с Вероной. Переговоры между Падуей и Вероной проходили в марте-апреле при личном участии подесты Вероны Альбоино делла Скала. Договор с Вероной был подписан в Падуе 18 мая 1304 г., среди подписавших были поэт Ловато Ловати и его друг Замбоно ди Андреа. В результате традиционный враг Падуи оставался нейтральным во время конфликта с Венецией. Падуя обратилась за поддержкой к Виченце, Бассано-дель-Граппа и Тревизо, Венецию поддерживали правитель Феррары, Модены и Реджо Аццо VIII д’Эсте и семья Да Камино, а также патриархат Аквилеи.

### Боевые действия
Для защиты соляных заводов Падуя построила крепость в Петадибо. К моменту заключения союза с Вероной война уже шла полным ходом. Войском Падуи руководил Симон да Вигодарзере. Война была особенно кровопролитной. В конце концов, падуанцы были разбиты, а соляные копи уничтожены. Тревизо под руководством своего сеньора Риццардо II да Камино ходатайствовал о прекращении войны.

### Окончания
На мирной конференции в Тревизо Падую представлял Калиджин. Мирный договор был подписан 5 октября в церкви Сан-Франческо в Тревизо. Среди свидетелей был местный францисканский кустос Паулин Венетский. По условиям договора все построенные во время войны крепости обеих сторон конфликта подлежали разрушению. Граница между Венецией и Падуей также была скорректирована в пользу первой, чтобы вывести бывшие солеварни из-под юрисдикции проигравших.

## Последствия
После мира падуанские поэты и ранние гуманисты Муссато и Ловато обменялись стихами о войне. Ловато написал три стихотворения (под номерами 27, 28 и 30), а Муссато — два (29 и 31), хотя порядок написания является предметом споров. Ловато спросил Муссато, думает ли он, что мир может длиться долго, учитывая, что на благоприятствующих Венеции условиях"раненная свобода Падуи может стать причиной второго конфликта". Он думал, что они должны притворяться удовлетворёнными, ибо «мир, даже притворный, есть мир: часто истинное следует за притворным». Однако Муссато предпочел осудить Тревизский договор. В остальном падуанские источники мало что говорят о войне. Один из лучших отчетов находится в «Истории Феррето де Феррети из Виченцы». Война упоминается Риккобальдо Феррарского в Compilatio chronologica., также её свидетелем был Санудо, Марино Старший. В целом «летописцы, кажется, поддерживают венецианскую версию разрыва» с Падуей.

## Комментарии
1. ↑  Гуальпертино покинул Аббатство Вангадицца[англ.], чтобы изучать каноническое право в Падуе, где в конечном итоге стал настоятелем монастыря Сан-Поло. По словам падуанского судьи и писателя Джованни да Ноно[англ.], он отравил своего предшественника на посту настоятеля и был отцом нескольких внебрачных детей. После спорных выборов Гуальпертино был назначен настоятелем Санта-Джустина папой Бонифацием VIII 17 февраля 1300 года. По словам да Ноно, Гуальпертино был обязан своим назначением крупной взятке, которую дал политику Виталиано дель Денте[итал.], а позже убил двух монахов во время своего настоятельства. Гиццардо да Болонья[англ.] приписывал своё назначение влиянию своего брата на папу[5].
2. ↑  Caligine was a knight of humble origins. An ancestor, Alberto Caligine, was a tailor. His brother Giacomo was a notary and judge. Giovanni entered the college of judges in 1273 and served as its gastaldione three times. He was judge of the anziani in 1283. He served as podestà of Vicenza for six months in 1302–1303; of Verona in 1305; of Mantua when it was under the control of Rinaldo dei Bonacolsi; and of Modena in 1314. He had a son named Prosdocimo and a daughter who married into the Capodilista. A Ghibelline, Giovanni was appointed imperial vicar of Arezzo by the Emperor Henry VII in 1312. He became a citizen of Venice by 1314 and in 1320 his sons were declared rebels by Padua.[7]
3. ↑  Simone's father, Onore, held the castle of Vigodarzere in 1278 and fought against Verona that year. Simone was knighted by Azzo VIII d'Este. Between 1296 and 1299, he served successively as podestà of Modena, Florence and Vicenza. He married twice.[13]